# Haplocyclops
Haplocyclops is een geslacht van eenoogkreeftjes uit de familie van de Cyclopidae.

## Soorten
- Haplocyclops correctus Kiefer, 1960
- Haplocyclops fiersi Karanovic & Reddy, 2005
- Haplocyclops gudrunae Kiefer, 1952
- Haplocyclops iranicus Fiers, 2002
- Haplocyclops monodi (Kiefer, 1960)
- Haplocyclops neuter Kiefer, 1955
- Haplocyclops pauliana Kiefer, 1954
- Haplocyclops torresi Rocha C.E.F., Torres & Maia-Barbosa, 1998